# Bierhochzeit
Bierhochzeit ist ein historischer Rechtsbegriff der Frühen Neuzeit für eine „geringe Hochzeit“. Die Begriffe Wein- und Bierhochzeit entspringen den altertümlichen Hochzeitsordnungen, die wiederum in den Luxusgesetzen enthalten waren. Die älteste aller Hochzeitsordnungen ist wahrscheinlich die Lübecker kore van der Brutlacht aus dem 14. Jahrhundert. „Gering“ war die Bierhochzeit im Verhältnis zu einer sogenannten Weinhochzeit, bei der statt des billigeren Bieres Wein ausgeschenkt und mehr Gäste als bei einer Bierhochzeit eingeladen werden durften. Dahinter stand der Versuch, die als Folge des Dreißigjährigen Kriegs sich auflösenden Reglementierungen der gesellschaftlichen Verhältnisse wieder einzusetzen. So unterschied nun beispielsweise die Fürstlich Hessische Ordnung vom 12. Dezember 1654 genau zwischen Bier- und Weinhochzeiten, ebenso die Regensburger Hochzeitsordnung von 1689.
Dass es diese Praxis, wenn auch nicht begrifflich geschieden, schon vor dem Dreißigjährigen Krieg gab, zeigt ein Ausschnitt aus der Lübecker Hochzeitsordnung von 1582. Nach dieser Ordnung durften die Hochzeiten der großen Ämter (Zünfte) und der kleineren Ämter jeweils nur Bier ausschenken, die „kleineren Ämter“ sogar nur eine Sorte. Wein war demgegenüber den vornehmen Hochzeiten vorbehalten. Je nach Verordnung unterschied sich die Bierhochzeit nicht nur hinsichtlich der erlaubten Anzahl an Gästen, sondern auch der aufzutischenden Gerichte, deren Zusammensetzung und Kosten. Da Hochzeitsgäste in der Regel für ihr Essen zahlten, war die Höhe des zu entrichtenden Beitrags meist ebenfalls geregelt und fiel bei Bier- geringer als bei Weinhochzeiten aus.